# چپتسا
چپتسا (به لاتین: Trzebca) یک سکونتگاه مسکونی در لهستان است که در Gmina Nowa Brzeźnica واقع شده‌است.

## خصوصیات
چپتسا ۶۵ نفر جمعیت دارد.